# アロイス・ヴァイス
アロイス・ヴァイス（Alois Weiß, 1906年10月16日 - 1969年）はドイツの死刑執行人である。
現在のセルビア・ヴォイヴォディナのルマ出身。
第二次世界大戦の間、チェコ（ベーメン・メーレン保護領）のプラハにあるゲシュタポのパンクラーツ刑務所(Pankrác Prison)に勤務していた。
1945年までに1079人を断頭台で処刑し、彼らの名前を記録していた。
戦後は西ドイツに住み、バイエルン州シュトラウビングで80歳で亡くなった。
| スタブアイコン | サブスタブ | この項目は、まだ閲覧者の調べものの参照としては役立たない、人物に関連した書きかけの項目です。この項目を加筆・訂正などしてくださる協力者を求めています（P:人物伝/PJ:人物伝）。 |